# Kapanga manga
Kapanga manga är en spindelart som beskrevs av Forster 1970. Kapanga manga ingår i släktet Kapanga och familjen panflöjtsspindlar. Inga underarter finns listade i Catalogue of Life.